# POLR2K
 Субъединица RPABC4 ДНК-зависимых 1РНК-полимераз I, II и III  — белок, кодируемый у человека геном  POLR2K  .
Этот ген кодирует одну из самых маленьких субъединиц РНК-полимеразы II, ответственной за синтез информационной РНК эукариот. Это субъединица является общей для двух других ДНК-зависимых РНК-полимераз.

## Взаимодействия
POLR2K, как было выявлено, взаимодействует с POLR2C.